# غوستافو لاترونيكو
غوستافو لاترونيكو (بالإسبانية: Gustavo Latronico)‏ هو لاعب كرة قدم أوروغواياني في مركز الوسط، ولد في 24 يونيو 1984 في مونتيفيديو في الأوروغواي. لعب مع بنيارول.